# La despedida (canción)
«La Despedida» es una canción y cuarto sencillo de su cuarto álbum de estudio del boricua Daddy Yankee titulado Mundial. El estreno del video se dio el 22 de julio de 2010, en su página oficial.

## Video musical
El 22 de julio de 2010, se estrenó el videoclip de la canción del cantante Daddy Yankee en YouTube.

## Remix
Se hizo un Official Remix con el cantante puertorriqueño Tony Dize, que salió en octubre de 2010.

## Lista
| Lista (2002)                 | Máxima posición |
| ---------------------------- | --------------- |
| Argentina Top 100            | 8               |
| U.S. Latin Urban (Mediabase) | 1               |